# Evangelische Seminare Maulbronn und Blaubeuren
Die Evangelischen Seminare Maulbronn und Blaubeuren sind altsprachliche Gymnasien für die Klassen 9 bis 12 mit evangelischen Internaten in der Tradition der württembergischen Klosterschulen. Sie sind gemeinsame Einrichtungen der Evangelischen Landeskirche in Württemberg und des Landes Baden-Württemberg. Bis zum Jahr 1975 bzw. 1977 gehörten hierzu auch die evangelischen Seminare im Kloster Schöntal und in Urach. Seit 1969 steht die Schule Mädchen offen.
Rechtliche Grundlage für gemeinsame Trägerschaft und Mitfinanzierung durch das Land und der Seminarstiftung sind neben dem Gesetz zu dem Evangelischen Kirchenvertrag Baden-Württemberg und zu der Römisch-katholischen Kirchenvereinbarung Baden-Württemberg von 2008 verschiedene württembergische Gesetze und Vereinbarungen mit der Evangelischen Landeskirche aus den 1920er Jahren (niedere evangelisch-theologische Seminare).

## Geschichte
Die Seminare wurden 1556 als evangelische Klosterschulen durch die Klosterordnung von Herzog Christoph von Württemberg gegründet und im März 1928 in eine von Kirche und Staat gemeinsam getragene Stiftung überführt. Sie sind die beiden letzten noch existierenden von ursprünglich 13 Klosterschulen, die Herzog Christoph in allen württembergischen Männerklöstern einrichtete. Er wollte damit begabten Jungen – unabhängig vom Stand und Vermögen der Familie – eine erstklassige Ausbildung ermöglichen und so seinem mit sonstigen Reichtümern nicht gesegneten Land eine Bildungselite, die so genannte Ehrbarkeit, zu verschaffen. Der weitere Ausbildungsweg nach dem Seminar führte meist zum Studium ins Tübinger Stift.
Vergleichbare Schulgründungen in der Reformationszeit gab es etwa in Sachsen mit den Fürstenschulen in Schulpforta (1543) bei Naumburg, St. Afra (1543) in Meißen, St. Augustin (1550) in Grimma oder in Thüringen mit der Klosterschule Roßleben (1554). In den württembergischen Schulen wurde allerdings, neben einer gründlichen wissenschaftlichen Ausbildung, die klösterliche Tradition stärker betont, etwa durch die Beibehaltung der Stundengebete.
Zu den ursprünglich 13 Klosterschulen in Württemberg gehörten:
- Adelberg, 1556–1648
- Alpirsbach, 1556–1594
- Anhausen, 1556–1584. Das Stift Herbrechtingen hatte keine Schule, beteiligte sich aber ab 1556 an Anhausen.
- Bebenhausen 1556–1807, (nach Maulbronn verlegt)
- Blaubeuren, 1556–1810 (nach Schöntal verlegt), 1817 (wiedereröffnet) bis heute
- Denkendorf, 1556–1807
- Herrenalb, 1556–1594
- Hirsau, 1556–1692
- Königsbronn, 1556–1595
- Lorch, 1556–1583
- Maulbronn, 1556 bis heute
- Murrhardt, 1556–1594
- St. Georgen, 1556–1594

Zu Beginn des 19. Jahrhunderts wurden die Klosterschulen im Zuge der neuhumanistischen Reformen neu geordnet und unter dem Namen Seminare als humanistische Gymnasien eingerichtet. Von den alten Klosterschulen überdauerte diesen Prozess nur die Schule in Maulbronn. Blaubeuren wurde zunächst geschlossen und 1817 wiedereröffnet. Neu hinzu kamen Schöntal (1810–1975) und Urach (1818–1977).
Seit dem Jahr 1975 waren die Klassen 9 und 10 im Kloster Maulbronn untergebracht. Die Klassen 11 bis 13 wurden im Kloster Blaubeuren zum Teil in Kooperation mit dem Gymnasium Blaubeuren unterrichtet. An diesem Ortswechsel wurde nach Einführung des achtjährigen Gymnasiums (G8) in Baden-Württemberg ab dem Schuljahr 2008/2009 nicht mehr festgehalten. Stattdessen bestehen zwei eigenständige Schulen, die jeweils die Jahrgänge 9 bis 12 unterrichten und jeweils eigenständige Schwerpunkte bilden. In Folge der Eigenständigkeit wurde in beiden Seminaren umfangreich in die Standorte innerhalb der historischen Bausubstanz investiert.

## Merkmale der heutigen Seminare
Gemeinsame Merkmale der Seminare heutiger Prägung sind die Orientierung am christlichen Glauben, die kleine Schülerzahl, respektvolles und gemeinschaftliches Miteinander von Lehrern und Schülern durch den Repetentendienst und die humanistische Bildung. In beiden Seminaren wird Wert auf musikalische Betätigung gelegt, besonders in Maulbronn genießt sie als wichtiger Teil des Schulprofils einen hohen Stellenwert. Dementsprechend werden vielfältige Möglichkeiten geboten, der Chorbesuch ist teilweise verpflichtend. Allgemein wird ein hohes Unterrichtsniveau angestrebt.
Schwerpunkte in Maulbronn sind sowohl alte (Latein, klassisches Griechisch, Hebräisch) als auch neue Sprachen (Englisch, Französisch), Theologie, Musik und Europäische Kulturtradition. Das Seminar bietet neben zahlreichen Chor- und Orchesterprojekten Klassen-/Kursstufenfahrten zur Stärkung der Gemeinschaft und Persönlichkeit an. Der Seminarchor tritt regelmäßig im Rahmen der Maulbronner Klosterkonzerte und in eigens organisierten Konzerten in Maulbronn und Kirchen in Baden-Württemberg auf. Für die Seminaristen ist der Chorbesuch bis zur zehnten Klasse verpflichtend. Alle zwei Jahre findet außerdem eine Studienfahrt nach Griechenland statt.
Schwerpunkte in Blaubeuren sind alte und neue Sprachen (Griechisch, Latein, Hebräisch, Französisch, Englisch), fächerübergreifendes Arbeiten im Seminarkurs (Themen: 2015: „Schmerz“, 2017: „Resonanz“, 2018: „Natur“, 2019: „Heimat“, 2020: „Künstliche Intelligenz“), Glaube und Welt sowie Persönlichkeit und Werte (Theater, Musik, Segelfreizeit, Kletterkurs, Compassionprojekte, Teilnahme an Wettbewerben).

### Internat
Die meisten Schüler der Seminare leben im Internat des jeweiligen Seminars. Seit 2024 gibt es die Möglichkeit, die Seminare auch als Externe zu besuchen. Ungefähr jedes zweite Wochenende und in den Ferien fahren alle Schüler nach Hause. Im Seminar besteht ein bewusstes geistliches und saisonabhängig auch ein umfangreiches musikalisches Leben, zahlreiche Arbeitsgemeinschaften werden durch die Schüler gepflegt. Zum Internatsbereich haben die Schülersprecher ein großes Mitspracherecht. Es werden jährlich mehrere z. T. mehrtägige Exkursionen veranstaltet (etwa Griechenland, Rom, Berlin, Gedenkstättenfahrten). Die Betreuung im Internatsbereich wird von den Repetenten übernommen, dies sind in der Regel Lehrkräfte. Traditionell veranstalten die Abschlusspromotionen zu Beginn des letzten Schuljahres ihrer Seminarzeit das sogenannte „Zwölferkonzert“. Es wird komplett ohne Hilfe von Lehrkräften auf die Beine gestellt und durchgeführt, alle Beiträge des Konzertes werden von den Schülern selbst gestaltet und vorbereitet.

### Schule
Die Seminare sind staatliche Gymnasien des Landes Baden-Württemberg. Die Mehrzahl der Lehrkräfte steht im Staatsdienst, daneben sind Pfarrer und Kirchenmusiker als Lehrende am Seminar. Die Stundentafel und die Bildungspläne entsprechen den Vorgaben des Kultusministeriums für alt- bzw. neusprachliche Gymnasien, der Abschluss ist das allgemeinbildende Abitur sowie weitere Zertifikate wie DELF-Diplome, die kirchenmusikalische C-Prüfung und anderes. Dritte Fremdsprache ist für alle Schüler ab dem Eintritt ins Seminar Klassisches Griechisch. Die „mitgebrachten“ Sprachen sind Englisch und Latein oder Französisch. In welcher Klasse mit welcher Sprache begonnen wurde, ist nicht entscheidend. Die Teilnahme am evangelischen Religionsunterricht ist verpflichtend.

### Landexamen (Aufnahmeprüfung)
Das Bestehen des sogenannten Landexamens ist seit Gründung der Seminare Voraussetzung, um ein Vollstipendium für den Aufenthalt am Seminar zu erhalten. Lediglich bei den Landexamina zwischen 1980 und 2004 wurde auf den schulischen Teil der drei- bis viertägigen Prüfung verzichtet, wenn Kandidaten einen bestimmten Notendurchschnitt nachweisen konnten. Im Jahr 2020 wurde das Landexamen aufgrund der Corona-Pandemie nur an einem Tag durchgeführt, mit schriftlichen Prüfungen in Mathematik und Deutsch sowie einer mündlichen Prüfung in Evangelischer Religion.
Am Landexamen teilnehmen und in ein Seminar aufgenommen werden können alle evangelischen Schüler der achten Klasse eines Gymnasiums, in Einzelfällen auch anderer Schularten. Voraussetzung ist die Taufe und Konfirmation bzw. die Anmeldung hierfür. Neben der schulischen Prüfung soll beim Landexamen auch die soziale Eignung der Kandidaten für das Seminar festgestellt werden.
Geprüft werden schriftlich die Fächer Mathematik, Deutsch und Englisch und mündlich das Fach Evangelische Religion. Außerdem ist eine Präsentationsprüfung in Latein, Französisch, Musik (z. B. Vorspiel) oder Geschichte Bestandteil der Prüfung. In welchem Fach die Präsentationsprüfung stattfindet, kann selbst entschieden werden. Es werden pro Jahrgang und Seminar maximal 25 Schüler aufgenommen.

### Kosten
Mit dem Bestehen des Landexamens erhalten die Seminaristen ein Voll- oder Teil-Stipendium des Landes und der Evangelischen Landeskirche.
- Vollstipendium:

Bis zu 18 Schüler pro Seminar und Jahrgang können ein Vollstipendium erhalten. Die monatlichen Kosten betragen 250 Euro. Familien, denen es schwerfällt, diesen Betrag aufzubringen, können in der 9. Klasse von der Evangelischen Seminarstiftung unterstützt werden.
- Teilstipendium:

Weitere 7 Schüler pro Seminar und Jahrgang können ein Teilstipendium erhalten. Der monatliche Betrag richtet sich nach dem Einkommen der Eltern.
In beiden Fällen kann ab der 10. Klasse Schüler-BAföG, das als nicht rückzahlbare Unterstützung gezahlt wird, beantragt werden.

## Bekannte Schüler und Lehrer

### Schüler
Viele der Schüler der evangelischen Seminare ergriffen den Beruf des Pfarrers, Lehrers oder eine wissenschaftliche Tätigkeit; ein Blick in die Liste der Ehemaligen zeigt allerdings eine große Bandbreite von Tätigkeiten und Berufen.
- Hartwig Altenmüller (Maulbronn/Blaubeuren, 1953–1957), Ägyptologe
- Adolf Bacmeister (Blaubeuren, 1841–1845), Germanist und Schriftsteller
- Karl Wilhelm Friedrich von Breyer (Blaubeuren, bis 1789), Historiker und Hochschullehrer
- Reinhard Breymayer (Maulbronn/Blaubeuren, 1959–1963), Philologe und Pietismusforscher
- Adolf Friedrich Bonhöffer (Maulbronn, 1873–1875; Blaubeuren, 1875–1877), Theologe, Klassischer Philologe und Philosophiehistoriker
- Hermann Fischer (1851–1920), Germanist, Dialektologe und Lexikograph, Verfasser des Schwäbischen Wörterbuchs
- Gottlob Christian Friedrich Fischhaber (1779–1829), Philosoph und Gymnasiallehrer
- Johann Friedrich Gaab (1761–1832), Theologe und Hochschullehrer in Tübingen sowie Generalsuperintendent von Tübingen.
- Gerd Gaiser (Schöntal/Blaubeuren, 1922–1926), Künstler, Schriftsteller
- Albrecht Goes (Schöntal/Blaubeuren, 1922–1926), Theologe, Schriftsteller
- August Gölzer (Maulbronn, 1921–1922), Buchhalter, SS-Hauptsturmführer
- Robert Gradmann, (Maulbronn, 1879–1881), Botaniker und Geograph, Professor in Erlangen, Begründer der Steppenheidetheorie, Namensgeber der Robert-Gradmann-Medaille der Deutschen Akademie für Landeskunde
- Albrecht Grözinger, (Maulbronn/Blaubeuren 1965–1968), Theologe und Hochschullehrer, zuletzt in Basel/Schweiz
- Klaus Harpprecht (Blaubeuren, 1945–1946) Schriftsteller, Journalist, Redenschreiber Willy Brandts, Mitherausgeber der Buchreihe Die Andere Bibliothek
- Hartmut Häußermann (Maulbronn/Blaubeuren, 1959–1963), Stadtsoziologe
- Wilhelm Hauff (Blaubeuren, 1817–1820), Schriftsteller
- Carl Friedrich Haug („Zögling“ in Maulbronn und Blaubeuren), Theologe und Hochschullehrer für Universalgeschichte.
- Georg Herwegh (Maulbronn, 1831–1835), revolutionärer Dichter des Vormärz
- Hermann Hesse (Maulbronn, 1891–1892), Schriftsteller, Nobelpreisträger; verarbeitete seine Maulbronner Erfahrungen im Roman Unterm Rad
- Philipp Friedrich Hiller (Maulbronn, 1716–1719), pietistischer Pfarrer und Liederdichter
- August Hinderer (Maulbronn, 1891–1895), Theologe und Publizist. Direktor des EPD (Evangelischer Preßverband für Deutschland) Berlin
- Karl Friedrich Hipp (Maulbronn, vor 1780), Mathematiker und Pädagoge
- Christian Gottlob Ferdinand Ritter von Hochstetter (Maulbronn, 1829–1884), Geograph, Geologe und Entdecker, Leiter der Novara-Expedition
- Friedrich Hölderlin (Denkendorf/Maulbronn, 1784–1788), Dichter
- Johann Georg Hutten (Blaubeuren/Bebenhausen 1769–1773), Gymnasialrektor und klassischer Philologe
- Kurt Hutten (Maulbronn/Blaubeuren, 1915–1919), Theologe und Religionswissenschaftlicher, erster Leiter der Evangelischen Zentralstelle für Weltanschauungsfragen
- Julius von Jan (Maulbronn/Blaubeuren, 1911–1914), Theologe; Bußtagspredigt 1938 gegen die Ausschreitungen des Novemberpogroms
- Gottfried Käuffelin (Maulbronn – 1720/1721, zuvor Denkendorf), lutherischer Prälat und Abt
- Johannes Kepler (Maulbronn, 1586–1589), Theologe, Naturphilosoph, Mathematiker, Astronom, Optiker, Entdecker der Keplerschen Gesetze
- Friedrich Heinrich Kern (Denkendorf/Maulbronn 1804–1810), deutscher Theologe und Hochschullehrer
- Gottlob Christian Kern (Denkendorf/Maulbronn bis 1810), deutscher Geistlicher, Theologe und Kirchenlieddichter
- Justinus Kerner (Maulbronn, 1795–1797 Privatunterricht durch Klosterschüler), Arzt und Schriftsteller, Vertreter der Schwäbischen Dichterschule
- Otto Kirn (Maulbronn/Blaubeuren, 1857–1911), deutscher Theologe und Hochschullehrer
- Christian Friedrich Kling (Schöntal 1814–1816, Maulbronn 1816–1818), Theologe, Geistlicher und Hochschullehrer
- Karl Heinrich Köstlin (1755–1783), Professor für Naturgeschichte an der Hohen Karlsschule Stuttgart
- Karl Wilhelm Gottlieb von Köstlin (Blaubeuren, 1797–1799), Professor und Ephorus am Evangelisch-Theologischen Seminar Urach
- Karl Reinhold von Köstlin (Blaubeuren, 1833–1837), Theologe, Ästhetiker und Literaturhistoriker
- Karl Kühnle (Maulbronn/Blaubeuren, 1915–1918), Kunstmaler
- Hermann Kurz (Maulbronn, 1827–1831), Schriftsteller
- Maximilian Albert Landerer (Maulbronn, 1823–1827), Theologe
- Johann Christian von Majer (Denkendorf/Maulbronn), Rechtswissenschaftler und Hochschullehrer
- Georg Heinrich von Müller (1750–1820), Theologe, Hochschullehrer und Generalsuperintendent von Heilbronn
- Eduard Mörike (Urach, 1818), Lyriker, Erzähler und Übersetzer
- Johann Jakob Heinrich Nast (Maulbronn, vor 1768), klassischer Philologe und lutherischer Geistlicher
- Friedrich Philipp Immanuel Niethammer (Denkendorf/Maulbronn, 1780–1784), neuhumanistischer Philosoph, Theologe und Schulreformer
- Burkhard Nonnenmacher (* 1976), deutscher evangelischer Theologe
- Gustav Friedrich Oehler (Blaubeuren, 1825–1829), deutscher Theologe und Hochschullehrer
- Ernst Osiander (Maulbronn, –1847), Orientalist und Geistlicher, später Repetent am Seminar
- Richard Ottmar (Maulbronn/Blaubeuren, 1903–1907), Religionslehrer und Fahrplanexperte
- Heinrich Eberhard Gottlob Paulus (Blaubeuren vor 1777), Theologe und Hochschullehrer
- Johann Christian von Pfister (Denkendorf/Maulbronn, 1786–1790), Historiker und Generalsuperintendent von Tübingen
- Johann Pöschel (Blaubeuren/Bebenhausen), Geistlicher und Kirchenlieddichter
- Theodor Pressel (Blaubeuren bis 1837), Geistlicher und Kirchenhistoriker
- Karl Friedrich Reinhard (frz.: Charles Frédéric, comte Reinhard) (Denkendorf/Maulbronn, 1774–1778), Pair von Frankreich, französischer Diplomat, kurzzeitig Außenminister Frankreichs
- Carl Heinrich Rösch (Blaubeuren, 1821–1825), Arzt und Sozialreformer, im Jahr 1847 Gründer der Heil- und Pflegeanstalt Mariaberg (heute bekannt unter dem Namen Mariaberg e. V.)
- Christian Friedrich Rösler (Blaubeuren, 1751–1753), Historiker, Geistlicher und Hochschullehrer
- Johann Eberhard Rösler (Blaubeuren, 1684–1686), Philosoph und Hochschullehrer
- Adelheid Ruck-Schröder (* 1966), Theologin und Studiendirektorin des Predigerseminars am Kloster Loccum
- Philipp Gottlieb Seeger, (Maulbronn, o. J.), Altphilologe, Theologe, Autor
- Carl Seilacher (Schöntal/Urach, 1896–1900) Evangelischer Pfarrer, Schriftsteller und Archivar
- Johann Gottlieb Steeb (1742–1799), Geistlicher und landwirtschaftlicher Schriftsteller
- Johann Ulrich Steinhofer (1709–1757), Schüler in Maulbronn und Bebenhausen, später Professor in Maulbronn
- David Friedrich Strauss (Blaubeuren, 1821–1825), 1831 Professoratsverweser in Maulbronn, Theologe, Verfasser des Buchs Das Leben Jesu
- Friedrich Theodor Vischer (Blaubeuren, 1821–1825), 1831 Repetent in Maulbronn, Philosoph, Professor der Ästhetik, Mitglied der Bayerischen Akademie der Wissenschaften und der Ungarischen Akademie der Wissenschaften, Abgeordneter der Frankfurter Nationalversammlung
- David Friedrich Weinland (Maulbronn, 1843–1847), Zoologe und Jugendschriftsteller (Rulaman)
- Gustav Werner (Maulbronn, 1823–1827), Theologe, Gründer der Gustav-Werner-Stiftung zum Bruderhaus
- Christian Gottlieb Wunderlich (Denkendorf, Maulbronn, 1794–1798), Theologe, Lehrer, Ephorus
- Jakob Gottlieb Wurm (Maulbronn und Bebenhausen, 1793–1797), Pfarrer und Professor der Theologie
- Eduard Zeller (Maulbronn, 1827–1831), Philosoph, Theologe, Professor in Bern, Marburg, Berlin
- Jonathan Zenneck (Maulbronn/Blaubeuren, 1885–1889), Physiker, Funkpionier, Mitglied der Bayerischen Akademie der Wissenschaften, Träger des Werner-von-Siemens-Ringes 1956
- Wilhelm Zimmermann (Blaubeuren, 1821–1825), Theologe, Dichter, Historiker, Abgeordneter der Frankfurter Nationalversammlung

### Lehrer
Viele Lehrer waren vorher selbst Schüler des Seminars, wie z. B. Christian Gottlieb Wunderlich.
- Gustav Eugen Lang, Ephorus in Maulbronn, Historiker.
- Eberhard Nestle, 1898 Professor, 1912/1913 Ephorus in Maulbronn, Theologe und Orientalist, Herausgeber der ersten textkritischen Ausgabe des Novum Testamentum Graece.
- Karl Christian Planck, Professor in Blaubeuren, 1879/1880 Ephorus in Maulbronn, Naturphilosoph.
- Christian Gottlieb Wunderlich, Professor in Maulbronn 1814–1824.
- Julius Friedrich Wurm, Professor in Blaubeuren 1826–1833.

## Klosterkonzerte
- Das Seminar Maulbronn veranstaltet mit ca. 30 Konzerten pro Saison ein sommerliches Musik-Festival auf internationalem Niveau. Die „Maulbronner Klosterkonzerte“[3] wurden 1968 von Kirchenmusikdirektor Martin Süße, der seit 1945 Musiklehrer am Seminar und Kantor der Maulbronner Kirchengemeinde war, ins Leben gerufen. Künstlerischer Leiter wurde von 1979 bis 2013 Kirchenmusikdirektor Jürgen Budday. Seit 2013 ist Sebastian Eberhardt in diesem Amt als Musiklehrer und Leiter des Chores.
- Auch das Seminar Blaubeuren verband im Jahr 2007 seine bis dahin stattfindenden Konzerte zu einer eigenen Klosterkonzertreihe, die seitdem mit einem ausführlicheren Jahresprogramm als „Internationale Klosterkonzerte Blaubeuren“ antrat. Künstlerischer Leiter war Ulrich Stierle.[4] Bei einem der letzten Konzerte im November 2014 wurde bekanntgegeben, dass die Reihe eingestellt werde.

## Kloster Maulbronn – Geistliches Leben (beim Evang. Seminar Maulbronn)
Aufgrund eines Beschlusses der Landessynode der Evangelischen Landeskirche in Württemberg wurde in den Jahren 2002 bis 2006 im Kloster Maulbronn das Projekt „Kloster für das Volk“ eingerichtet. Ziel des Projektes war es, die spirituelle Ausstrahlung des Klosters zu stärken. Während der Projektzeit wurden unter Klosterpfarrer Klaus Hoof zahlreiche Angebote und Veranstaltungen entwickelt und erprobt, die sich als sinnvoll erwiesen haben. Nach Ablauf des Projektes werden vom Evangelischen Seminar, der Evangelischen Kirchengemeinde Maulbronn, den Klosterkonzerten, der Klostergruppe Maulbronn und vielen ehrenamtlich Mitarbeitern des seitherigen Projektes die Angebote und Veranstaltungen weitergeführt und von einer Sekretärin im Klosterpfarramt koordiniert.